# Peder Severin Krøyer
Peder Severin Krøyer, často vystupující jako P. S. Krøyer, (23. července 1851 Stavanger – 21. listopadu 1909 Skagen) byl dánský malíř narozený v Norsku.

## Život
Vyrůstal v Kodani, u rodiny sestry své matky, která se necítila na to vychovávat dítě. Sestřiným manželem byl známý dánský zoolog Henrik Nikolai Krøyer, jehož jméno chlapec také získal. Vystudoval v Kodani malířství na Národní akademii umění (Det Kongelige Danske Kunstakademi), zejména pod vedením Frederika Vermehrena.
Jeho první obraz si koupil podnikatel v tabáku Heinrich Hirschsprung, který ho pak celý život podporoval. Umožnil mu zejména hojně cestovat, takže Krøyer strávil nějaký čas v Berlíně, ve Švýcarsku, v Tyrolsku i v Paříži, kde bral lekce malování u Léona Bonnata a dostal se do vlivu impresionismu. Usadil se až roku 1882, a to v maličké rybářské vesnici na severu Dánka zvané Skagen, kde trávil zejména letní měsíce a maloval zdejší přímořskou krajinu (během zimních měsíců většinou maloval portréty v Kodani). Kolem něj tam vznikla časem jakási umělecká kolonie, kterou navštívila řada významných dánských umělců té doby - pobývali zde nějaký čas básník Holger Drachmann, literární teoretik Georg Brandes, spisovatel Henrik Pontoppidan, malíř Michael Ancher a jeho žena Anna Ancherová.
Krøyerovou ženou se stala také dánská malířka Marie Martha Mathilde Triepckeová, často zobrazovaná i na jeho obrazech – například na jednom z jeho nejslavnějších Sommeraften ved Skagen Sønderstrand med Anna Ancher og Marie Krøyer z roku 1893. Ovšem rozvedli se roku 1905. Jedním z důvodů bylo i to, že Krøyer onemocněl syfilidou. Nakonec ztratil i zrak a do značné míry i duševní zdraví.